# 燕郊高新技术产业开发区
燕郊高新技术产业开发区是2010年经中华人民共和国国务院批准设立的国家级高新技术产业开发区，燕郊高新技术产业开发区位于河北省廊坊市三河市境内，毗邻北京市通州区、顺义区和河北省大厂回族自治县、香河县。全区规划面积108平方公里。
中共燕郊高新技术产业开发区工作委员会、燕郊高新技术产业开发区管委会为中共三河市委、市政府的派出机构。

## 历史沿革
- 1992年8月，河北省人民政府批准设立燕郊经济技术开发区。
- 1999年12月，批准为省级高新技术产业开发区。
- 2006年，高楼镇纳入开发区建设。
- 2010年11月，升级为国家级高新技术产业开发区，是为如今燕郊高新技术产业开发区。

## 辖区
燕郊高新技术产业开发区下辖：
- 镇：燕郊镇、高楼镇
- 街道办事处：行宫东街道、迎宾北路街道、燕顺路街道、康城街道

由于三河市西市区含燕郊镇和高楼镇两个镇以及行宫东大街和迎宾北路两个街道，可以大致认为燕郊高新技术产业开发区与三河市西市区地域重合。

## 高等院校
- 华北科技学院
- 防灾科技学院
- 燕京理工学院
- 北京社会管理职业学院
- 北京经济技术职业学院